# Deenethorpe
Deenethorpe is een civil parish in het bestuurlijke gebied East Northamptonshire, in het Engelse graafschap Northamptonshire.